# Círculo de literatura
Un círculo de literatura es el equivalente de un club de lectura para adultos, pero con una estructura más grande, mayor expectativa y rigor. El objetivo es fomentar la reflexión y el amor por la lectura en los jóvenes. La verdadera intención de los círculos literarios es "permitir a los estudiantes practicar y desarrollar las habilidades y estrategias de los buenos lectores"

## Trasfondo de los círculos literarios
Los círculos literarios fueron implementados por primera vez en 1982 por Karen Smith, una maestra de primaria en Phoenix, Arizona. Karen recibió una caja de novelas raras de un compañero profesor, las tomo y rápidamente se olvido de ellos.  Más tarde ese año, algunos de sus alumnos de quinto grado expresaron interés en leerlas, los organizó en grupos, y empezaron a discutir las novelas. Smith se sorprendió con el grado de compromiso con los libros y la complejidad de las discusiones, ya que no tuvieron instrucción o ayuda exterior de su profesor. Desde ahí los círculos literarios evolucionaron a lectura, estudio y grupos de discusión alrededor de agrupaciones diferentes estudiantes leyendo una variedad de novelas diferentes.  Se diferencian de la enseñanza tradicional de inglés donde todos los estudiantes en el aula leen una novela "central", a menudo mirando al profesor por las respuestas, significado y análisis literario del texto. Destacan la discusión, la respuesta de los estudiantes, la libre elección y colaboración, "proporcionando una manera para que los estudiantes se comprometan en el pensamiento crítico y la reflexión" (Literature Circles Resource Center Schlick Noe, 2004). 
Los círculos literarios bien dirigidos destacan la elección de los estudiantes; ocurren durante un período prolongado de tiempo como parte de un programa de alfabetización balanceada; implican numerosas oportunidades estructuradas y no estructuradas para la respuesta e interpretación de los estudiantes; e incorporar la evaluación y evaluación que incluye la autoevaluación y numerosos proyectos de extensión. 
La investigación en círculos literarios es conducida sobre todo por Harvey Daniels (1994, 2002, 2004), Katherine L. Schlick Noe (1995, 1999, 2001, 2003), Bonnie Campbell Hill (1995, 2001, 2003), y Nancy J. Johnson (1995, 1999, 2001); a quienes se les acredita la mayoría de los recursos de investigación y maestros en torno a este acercamiento para la elección y lectura de los estudiantes; sin embargo, numerosos otros investigadores, incluyendo Kathy Corta y Kathryn Mitchell Agujerea (1990), Jerome Harste, Kathy Corta y Carolyn Burke (1988), Katherine Samway (1991), Suzi Keegan y Karen Shrake (1991)  han conducido investigaciones y estudios en el aula.  Este enfoque de la lectura y el aprendizaje se centra en algunas de las mejores prácticas y teorías del aprendizaje colaborativo y la teoría del andamiaje.La crítica de respuesta del lector, la lectura independiente y el aprendizaje centrado en el estudiante comprenden la mayor parte de los fundamentos teóricos de los círculos literarios.
Los círculos literarios combinan las mejores prácticas de aprendizaje colaborativo y aprendizaje dirigido por el estudiante.No se deben confundir con los club de lectura, actualmente populares en algunos círculos. Aunque los clubes de lectura y los círculos literarios se centran en la discusión de los libros en grupos pequeños, los clubes de lectura tienen una agenda de discusión más libremente estructurada y no suelen estar vinculados a análisis literarios como análisis temáticos o simbólicos.  Además, los círculos literarios se dan en el ámbito del aula, tanto a nivel elemental como secundario, e implican diversos tipos de asignaciones (incluyendo autoevaluación, observaciones y conferencias) y evaluación (portafolios, proyectos e instrumentos estudiantiles) por docentes y estudiantes. Los círculos literarios son una alternativa pedagógicamente conocida al discurso centrado en el profesor. Pueden usarse en todos los grados y niveles de habilidad, y a menudo se les atribuye el amor por la lectura y la discusión en los estudiantes. Por otra parte, la investigación actual indica que la colaboración entre compañeros tiene un efecto positivo en el aprendizaje de los estudiantes y el rendimiento en Artes del Lenguaje (Fall et al., 2000), aumenta el aprendizaje estudiantil, y también mejora la compresión lectora y el conocimiento del contenido (Klinger, Vaugn y Schumm, 1998, citado en Daniels, 2002).

## Descripción
| Círculos literarios son...                                                       | Círculos literarios no son...                                                     |
| -------------------------------------------------------------------------------- | --------------------------------------------------------------------------------- |
| Centrados en repuesta del lector                                                 | Centrados en el profesor y el texto                                               |
| Parte de un programa de alfabetización equilibrado                               | Un plan de estudios de lectura completo                                           |
| Grupos formados por elección del libro                                           | Grupos asignados por los maestros formados únicamente por la capacidad            |
| Estructurado para independencia de estudiante, responsabilidad y propiedad       | Sin estructura, tiempos de conversación descontrolados sin responsabilidad        |
| Guiado principalmente por ideas y preguntas de los estudiantes                   | Guiado principalmente por preguntas del profesor o basadas en el plan de estudios |
| Destinado como un contexto en el que aplicar competencias de lectura y escritura | Destinado como un lugar para trabajo de competencias                              |
| Flexible y fluido; nunca mirar dos veces lo mismo                                | Atado a una receta preceptiva                                                     |

(Citado con permiso: Schlick Noe, K.L. & Johnson, N.J. (1999). Getting Started with Literature Circles. Norwood, MA: Christopher-Gordon Editores, Inc.)

## Características claves de círculos de literatura
1. Los niños eligen sus propios materiales de lectura[3]
2. Se forman pequeños grupos temporales, basados en la elección del libro
3. Diferentes grupos leen diferentes libros
4. Los grupos se reúnen en un horario predecible regular
5. Los estudiantes usan notas escritas o dibujadas para guiar tanto su lectura como su discusión
6. Los temas de discusión provienen de los estudiantes
7. Las reuniones de grupo pretenden ser conversaciones abiertas y naturales. A menudo las conversaciones se expanden a temas relacionados con los estudiantes o vagamente a los libros, pero eventualmente se vuelve a la novela
8. El profesor sirve de facilitador, observador, oyente y, a menudo como un compañero lector, junto a los estudiantes. El profesor no es un instructor
9. Los estudiantes reciben roles o trabajos para completar cada reunión del grupo
10. El profesor debe servir como modelo para facilitar a los estudiantes cada rol o trabajp
11. La evaluación es por la observación del maestro y la autoevaluación del estudiante y también debe incluir proyectos de extensión
12. Un espíritu de juego y diversión invade la habitación
13. Nuevos grupos se forman alrededor de nuevas opciones de lectura[2]

El profesor puede dar sugerencias de discusión para animar una dirección para las respuestas de los estudiantes, tales como "¿Cómo afecta el entorno a los personajes?" "¿Cuáles son las soluciones alternativas a los conflictos del personaje en el texto?" "¿Qué conexiones puedes hacer con respecto a la (s) situación (es) del personaje?""

## Consideraciones de implementación
Los estudiantes comienzan los círculos literarios participando en mini-lecciones sobre cómo participar en un grupo de discusión. Para empezar, se les puede dar hojas de rol para ayudarles a tomar notas sobre su lectura y prepararse para la discusión.
Las notas adhesivas (por ejemplo, notas PostIt) son a menudo distribuidas por los profesores para ayudar a los estudiantes a registrar sus pensamientos sobre elementos de texto, ya que facilitan el acceso a varias páginas del libro. Los tableros de clip pueden ayudar a los niños a usar sus hojas de roles cuando los grupos usan el piso como espacio para realizar sus discusiones.
A medida que las discusiones de grupo evolucionan y mejoran, lo ideal sería que las hojas de rol se utilicen sólo para reorientar la discusión cuando los estudiantes se salgan del camino.  De hecho, Daniels nota que "el objetivo de las hojas de roleses hacer las hojas de roles obsoletas" Lo que quiere decir con esto es que las hojas de roles ayudan a los estudiantes a mantenerse en la tarea y enfocar sus discusiones. A medida que los estudiantes se sienten más cómodos en sus grupos y aprenden el nivel de discurso y respuesta que se espera de ellos, idealmente ya no necesitarán más las hojas de roles: "En muchas aulas, las hojas de roles son abandonadas tan pronto como los grupos son capaces de entablar discusiones animadas, centradas en el texto y multifacéticas ".  Schlick Noe y Johnson mencionan que las hojas de roles toman foco y energía fuera de las discusiones de grupo:  "los estudiantes aprenden estrategias colaborativas e individuales para hacer que sus discusiones funcionen sin las limitaciones de las hojas de roles "(Schlick Noe y Johnson, 1999, citados de Literature Circles Resource Center) La mayoría de los maestros iniciados pueden, sin embargo, desear asignar roles a los estudiantes para ayudarles a aprender algunas de las estructuras de los círculos literarios y ayudar a la administración del aula.

## Roles en círculos literarios
La siguiente es una lista de roles que dan una tarea de pensamiento a cada miembro del grupo.  A medida que los grupos vuelven a reunirse cada sesión, los estudiantes cambian de roles, de modo que al final de los círculos literarios de "unidad", cada estudiante tendrá la oportunidad de participar en cada rol.Una vez más, lo ideal es acabar con los roles, aunque muchos profesores optan por seguir usando los roles para ayudar al grupo en el comportamiento de la tarea. Una cosa para mantener en mente:  Los lectores que están profundamente comprometidos con un libro y deseosos de hablar de ello con otros pueden no necesitar la estructura de roles. Muchos maestros descubren que los roles se sienten restrictivos para algunos estudiantes y pueden desincentivar la participación en círculos literarios.  Harvey Daniels Siempre pensó que los roles son un andamio temporal para apoyar a los estudiantes mientras aprendían a hablar de libros en pequeños grupos.

### Facilitador de discusión
Este rol implica desarrollar una lista de preguntas que el grupo podría discutir sobre la sección de la novela que será discutida en esa reunión. Las preguntas deben ser diseñadas para promover una conversación animada y puntos de vista sobre el libro; beben ser preguntas abiertas. Una persona con esta tarea hace estas preguntas al grupo para estimular la discusión; en general, el trabajo es mantener al grupo hablando y enfocado en la tarea. Las preguntas que un estudiante podría hacer son:  "¿Qué pasaba por tu mente cuando leíste este pasaje? o "¿Cómo cambió el personaje principal como resultado de este incidente?"

### Comentarista
Este rol consiste en localizar algunos pasajes significativos del texto que son reflexivos, graciosos, interesantes, inquietantes o poderosos. Las citas se copian con los números de página correctamente citados.  Un estudiante con esta tarea puede leer los pasajes en voz alta a sí mismo o pedir a otros miembros del grupo que lean también. Se generarán comentarios y discusiones a partir de estos pasajes y también se dibujará una parte de la escena donde se localiza la persona.

### Ilustrador
Como el término implica, este trabajo implica dibujar, esbozar, o pintar una imagen, un retrato o una escena referente a la sección apropiada de la novela. Collages de revistas, imágenes de Internet, y otros medios de comunicación también pueden ser utilizados.  El estudiante con este rol comparte la obra de arte con el grupo, explicando los pasajes relacionados al arte. A menudo estudiantes a los cuales no les gusta escribir hacen muy bien este rol. Las imágenes usualmente generan interesantes conversaciones grupales.

### Conector o Reflector
Este rol implica localizar varios pasajes significativos en la novela y conectar estos pasajes a la vida real.  Las conexiones pueden relacionarse con la escuela, los amigos o la familia, el hogar, la comunidad, o pueden relacionarse con películas, celebridades, los medios de comunicación, etc.Los estudiantes también deben sentirse libres para conectar incidentes o personajes con otros libros que han leído. De todos los roles, este rol es a menudo el más personal en su foco.

### Resumidor
Este rol consiste en preparar un breve resumen de la lectura que se asignó para la reunión de ese día.  El resumen tendría que incluir las ideas principales o acontecimientos para recordar, caracteres importantes, símbolos u otros puntos destacados significativos del pasaje.  Los buenos resumidores son importantes en los círculos literarios, cuando pueden ayudar a su pares a ver el cuadro global (DaLie, 2001). También incluyen eventos importantes y detalles.

### Enriquecedor del vocabulario
También llamado Maestro de Palabras o Asistente de Palabras, este rol registra palabras importantes para la lectura de ese día.  Palabras que sean inusuales, desconocidos, o aquellas destacadas de alguna manera son normalmente escogidas por el estudiante.  Su número de página y la definición también se deben grabar.  A menudo los estudiantes no consideran este rol como particularmente estimulante; sin embargo, puede ser un rol adecuado para los estudiantes que todavía están desarrollando la confianza en clases de inglés o análisis textual.

### Rastreador de ruta
Este rol implica registrar donde ocurren los principales cambios en la acción o ubicación en la novela para la sección de lectura. Mantener el control de los cambios en el lugar, el tiempo y los personajes ayuda a los estudiantes a realizar un seguimiento de los cambios importantes en la novela. Los estudiantes artísticos también se sienten atraídos por este rol, ya que las ilustraciones también pueden incorporarse a este rol. El rol del estudiante es describir cada ajuste en detalle, usando palabras o mapas que ilustran la acción.

### Investigador
Este rol incluye el trabajo de investigación sobre la información de fondo que se necesita encontrar en cualquier tema relacionado con el libro.  La información histórica, geográfica, cultural, musical u otra información que ayude a los lectores a conectarse con la novela es a menudo investigada y compartida con el grupo. La investigación es de naturaleza informal, proporcionando pequeños fragmentos de información para que otros puedan entender mejor la novela.

### Buscador de lenguaje figurativo
Este rol incluye la identificación de varios tipos de lenguaje figurativo, incluyendo pero no limitado a símil, metáfora, personificación, hipérbole, e idioma. Esto puede conducir a la discusión sobre el oficio del autor - porqué el autor eligió utilizar esas palabras o frases particulares, y si eran o no eficaces. Esta identificación en contexto puede ser más relevante y memorable que la instrucción aislada del maestro de este tipo de herramientas.

## Valoración y evaluación de círculos literarios
La mayoría de los maestros asignan y evalúan lo que hacen los estudiantes en los círculos literarios. Esto puede incluir una o varias de las siguientes asignaciones y evaluaciones:
- Autoevaluación
  - Los estudiantes deben estar involucrados en el monitoreo y registro de su propio nivel de respuesta y participación con su libro y con su grupo al reunirse en cada sesión. A menudo, las listas de control formales se utilizan para que los estudiantes rastreen su progreso.
- Evaluación por pares 
  - Los estudiantes también pueden estar capacitados para evaluar a sus compañeros de grupo durante el curso de sus charlas de libros. Al igual que con la autoevaluación, las listas de verificación u otras rúbricas pueden proporcionar un seguimiento estructural de su progreso.
- Observaciones
  - La observación continua del docente y la participación activa en las discusiones de grupo son fundamentales para evaluar el progreso de los estudiantes tanto individualmente como al grupo completo. Daniels (1994) señala que la mayoría de la evaluación debe ser formativa, asegurando que los estudiantes reciban retroalimentación oportuna para aprender de manera más efectiva. Las observaciones pueden satisfacer tales criterios formativos de evaluación.
- Conferencias
  - Conversaciones cara a cara entre estudiantes y el profesor pueden ayudar para "acceder, rastrear y monitorear el crecimiento del estudiante" (Daniels, 1994, p. 160).
- Portafolios
  - Colecciones de productos estudiantiles, recogidos y reunidos en una forma significativa, proporcionan la oportunidad para reflexionar, discutir, responder al libro, y mostrar el mejor trabajo de un estudiante.  Los portafolios pueden tomar muchas formas y variantes de escritura, arte, vídeo/audiotapes,  registros de aprendizaje, revistas estudiantiles, respuestas personales, etc. (Daniels, 1994).
- Proyectos de extensión
  - Los proyectos de extensión pueden tomar la forma de numerosos artísticos y creativos y productos estudiantiles, desde portadas de libro a medios de comunicación visuales o formas impresas.  Los proyectos proporcionan a los lectores  "maneras adicionales de revisitar lo qué  han leído, continuar las conversaciones (y los descubrimientos), y crear aún más significado" (Schlick Noe & Johnson, Literature Circles Resource Center).  Más conversaciones sobre los libros normalmente surgen fuera de compartir de estos proyectos con el grupo y la clase entera.
- Artefactos estudiantiles
  - Registros de respuesta, hojas de roles, y otro material de proceso que los estudiantes han compilado sobre el curso de las reuniones de círculos literarios puede ser también considerados por proporcionar "una fuente rica de idea" (Daniels, 1994, p. 164) para el profesor para evaluar el crecimiento y progreso de los estudiantes.
- Wikis y Blogs
  - Los estudiantes pueden blogear en un sitio web creado por el maestro. Este blog no sólo facilitará la conversación, sino que implementará la tecnología. El blog también dará a los maestros un medio para evaluar y evaluar la calidad de la comprensión de los estudiantes. Los blogs permiten a los estudiantes compartir ideas, leer notas de clase y dar retroalimentación a la clase. (Johnson, Andrew,).